# La última de las Bombshells Rubias
La última de las rubias explosivas (The Last of the Blonde Bombshells) es una película de televisión británica-americana dirigida por Gillies MacKinnon. El guion de Alan Plater se centra en los esfuerzos de una mujer recientemente viuda para reunir a los miembros de la banda de swing de la Segunda Guerra Mundial con la que tocaba el saxofón. Cuenta con la actriz Carry On Joan Sims en su interpretación final antes de su muerte en 2001, y Romola Garai en su primer papel profesional. La película fue un proyecto conjunto de BBC Films y HBO. Se estrenó en los Estados Unidos el 26 de agosto y en el Reino Unido el 3 de septiembre.

## Trama
Tras la muerte de su marido, Elizabeth (Dench) decide volver a sus raíces musicales, y comienza a tocar con el joven guitarrista Paul (Chapman) en una plaza con vistas a una pista de hielo de Londres, para gran consternación de su hija Patricia (Dean) y de su hijo Eduardo (Palliser). Un día, es vista por Patrick (Holm), el cual intentó evitar el alistamiento durante la Segunda Guerra Mundial vistiéndose como una mujer y tocando la batería con las Rubias Explosivas, una banda supuestamente femenina. Elizabeth actuó con ellas cuando sólo tenía quince años.
Los dos lo recuerdan, y finalmente comienzan a salir. Con el incentivo de la nieta de Elizabeth, Joanna (Findlay), comienzan a buscar a otros miembros de la banda para un concierto de re-unión en el baile de la escuela de Joanna. Al principio, tienen poco éxito ya que una ha muerto y otra sufre demencia. La tercera, Evelyn, está cumpliendo condena, mientras que la trompetista Annie (Whitfield) está dedicada al Ejército de Salvación y se niega a tocar "la música del diablo". Elizabeth y Patrick finalmente localizaron a la pianista y líder de la banda Betty (Sims) trabajando en un salón junto al mar; ella ha mantenido todos los viejos trajes de la banda, así como la batería de Patrick. El grupo paga la fianza de Evelyn y convence a Annie de tocar a cambio de una donación de caridad considerable. La cantante Gwen (Laine), actúa en un club nocturno en Wolverhampton, acepta cantar, aunque se niega a ensayar con el grupo. Evelyn se entera de que el trompetista Dinah (Dukakis) se ha convertido en un alcohólico que vive en una mansión aislada en Escocia, acepta tocar después de que Elizabeth y Patrick le hagan una visita dramática. Mientras, en Escocia, Elizabeth se entera de que las rosas pintadas en el kit de batería de Patrick indica con cuántas de las Rubias Explosivas se las arregló para dormir durante la Guerra - se acostó con todas ellas, excepto con Elizabeth, que fue protegida de los afectos de Patrick por Betty.
Los primeros ensayos resultan ser desastrosos, pero alentados por Joanna, y decididos a brillar y ser el centro de atención una vez más, el grupo mejora constantemente. En la noche del baile, se les une inesperadamente la contrabajista Madeleine (Caron) que había dejado la banda para unirse a la Resistencia francesa y finalmente fue rastreada por Joanna. Gwen llega justo a tiempo, y las Rubias Explosivas derriban la casa. Gwen nota que el kit de batería de Patrick está adornado con una rosa adicional; Elizabeth confirma que han consumado su relación. Mientras los Rubias Explosivas tocan, Elizabeth narra lo que los compañeros de banda hicieron después de su exitoso concierto. 
La historia actual se entremezcla con flashbacks de la banda en su época de guerra que capturan la música y la atmósfera de la época.

## Reparto principal
- Judi Dench como Elizabeth.
- Romola Garai como Young Elizabeth.
- Ian Holm como Patrick.
- Joan Sims como Betty.
- Olympia Dukakis como Dinah.
- Cleo Laine como Gwen.
- Leslie Caron como Madeleine.
- Billie Whitelaw como Evelyn.
- June Whitfield como Annie.
- Valentine Pelka como Leslie.
- Millie Findlay como Joanna.
- Felicity Dean como Patricia.
- Nicholas Palliser como Edward.
- Dom Chapman como Paul.

## Recepción crítica
Steven Oxman, de Variety, observó que "a pesar de las deliciosas actuaciones de un reparto repleto de estrellas, la historia completamente predecible de la película y el encanto de bajo perfil son en última instancia más un sedante que un tónico". Añadió: "El guion de Alan Plater es bastante fino"... y el director Gillies Mackinnon no puede lograr que la llegada sea tan agradable como debe ser ... La banda sonora es agradable, la cinematografía de Richard Greatrex es agradable, y la actuación es bastante agradable. Pero en conjunto, estas sutilezas terminan como miembros de lo insípido."

## Premios y nominaciones
- Premio de la Academia Británica de Televisión a la Mejor Actriz (Judi Dench, ganadora)
- Premio del Globo de Oro a la Mejor Actriz Miniseries o Película de Televisión (Judi Dench, ganadora)
- Primetime Emmy a la Mejor Actriz Protagonista en una Miniserie o Película (Judi Dench, nominada)
- Primetime Emmy Award por Mejor Actor de Reparto en una Miniserie o Película (Ian Holm, nominado)
- Primetime Emmy Award por Excelente Casting para una Miniseries, Película, o Especial (nominado)
- Primetime Emmy Award por trajes destacados para una miniserie, película o especial (nominado)
- Primetime Emmy Award por Outstanding Hairstyling para una miniseries, película o especial (nominado)
- Premio del Gremio de Actores de Cine por la Actuación Sobresaliente de una Actriz en una Miniserie o Película de Televisión (Judi Dench, nominada)
- Premio de Comedia Americana por Mujer Más Divertida en un Especial de TV (Judi Dench, nominada)